# بويضة السويقات
بويضة السويقات قرية سورية تتبع ناحية مركز صافيتا في منطقة صافيتا في محافظة طرطوس. بلغ عدد سكانها 2,835 نسمة في عام 2004 حسب إحصاء المكتب المركزي للإحصاء.